# Cantonul Mauguio
Cantonul Mauguio este un canton din arondismentul Montpellier, departamentul Hérault, regiunea Languedoc-Roussillon, Franța.

## Comune
- Candillargues
- La Grande-Motte
- Lansargues
- Mauguio (reședință)
- Mudaison
- Saint-Aunès